# Rue du Bocq (Auderghem)
Pour les articles homonymes, voir Rue du Bocq.
La rue du Bocq (en néerlandais : Bocqstraat) est une voie bruxelloise de la commune d'Auderghem qui débute  avenue des Volontaires et se termine avenue Charles Madoux sur une longueur de 110 mètres. La numérotation des habitations va de 5 à 31 pour le côté impair et de 2 à 32 pour le côté pair.

## Historique et description
Le « chemin du Bocq » reçu le nom de « rue du Bocq » en 1913 (collège échevinal du 9 mai 1913). Quatre rues furent alors tracées sur ce que l’on continuait d’appeler le champ de Jéricho. Ces rues reçurent chacune le nom d’une rivière wallonne :
- rue de l'Amblève ;
- rue de la Molignée ;
- rue du Houyoux.

Jusqu’à la fin du XIXe siècle, l’eau potable devait toujours être puisée aux pompes publiques.
Pour ravitailler l'agglomération bruxelloise en eau potable, on avait creusé à l'époque des galeries dans les formations calcaires regorgeant d'eau de la région de Spontin, sur les versants de la vallée du Bocq. On posa une conduite de 80 km pour amener l'eau à la région bruxelloise. Le pipe-line passait d'ailleurs par la forêt de Soignes, non loin des limites de la commune.

### Origine du nom
Le Bocq est un affluent de la Meuse situé dans le Condroz en province de Namur, qui prend sa source à Scy (Hamois).

## Situation et accès
| ___ | Ce site est desservi par la station de métro : Pétillon. |

## Inventaire régional des biens remarquables
L'architecte Arthur De Zangré fit construire sa maison en style Art nouveau au no 9 de la rue du Bocq.